# Smarald
Smaraldul este un mineral care cristalizează în sistemul hexagonal; culoarea verde este dată de ionii de crom și vanadiu. Este un alumosilicat de beriliu din grupa pietrelor prețioase. Smaraldul se poate confunda cu turmalina, cu dioptazul sau cu sticlele colorate.

## Etimologie
Denumirea de „smarald“ provine din latină: smaragdus preluat din greacă: σμάραγδος,  smáragdos care o origine mai îndepărtată din limba semită barraqtu („piatră strălucitoare“).

## Forme rare
- Smaraldul Traps ca o roată cu spițe provine din Columbia este un cristal unic fără cristale gemene.
- Smaraldul Ochi de Pisică

## Răspândire
Rocile de asociație sunt pegmatitele, granitul, roci sedimentare și roci metamorfice ca: gnaisuri. Mărimea cristalelelor rareori depășește câțiva centimetri, având frecvent incluziuni de biotită sau alte minerale ce scad valoarea smaraldului.
Cantități mai importante s-au găsit în Brazilia și Columbia, mai reduse în sudul Africii, Ural "Valea Habah", Austria și Norvegia.
Cel mai mare smarald din lume (16.300 carate) se află în muzeul Topkapi-Serail din Istanbul.

## Istoric
Prima oară este menționat mineralul în Egiptul antic, în secolul al XII-lea î.C., fiind folosit ca piatră prețioasă, obținându-se din minele de la Sikait și Sabara, de unde mai târziu furnizează timp de peste o mie de ani și europenilor smaralde, până când în secolul al XVI-lea spaniolii cuceresc America de Sud. In Asia este cunoscut de perși, turci și de dinastia mogulilor din India.
In anul 1935 se reușește producerea smaraldului artificial numit Igmerald de firma IG Farben, Bitterfeld Germania.

## Utilizare
Cea mai frecventă utilizare a sa este de piatră prețioasă.
Smaraldul are o culoare stabilă; numai la o temperatură de 700-800 °C, își schimbă culoarea. Din cauza fisurilor din cristal culoarea devine neuniform repartizată, ceea ce a determinat pe producătorii de giuvaeruri să acopere cristalul cu un strat de rășină sintetică incoloră pentru stabilzarea culorii cristalului.
Smaraldul este frecvent imitat prin smaralde artificiale, turmalina verde, dioptaz sau  varietăți de granat ca: demantoid și grosular sau sticlă colorată. 

## Galerie de imagini

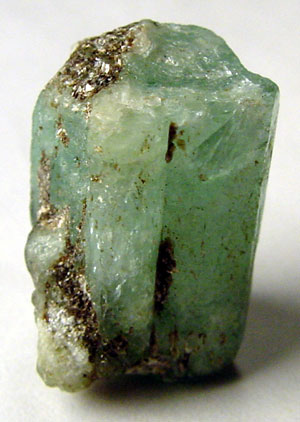
Smarald brut
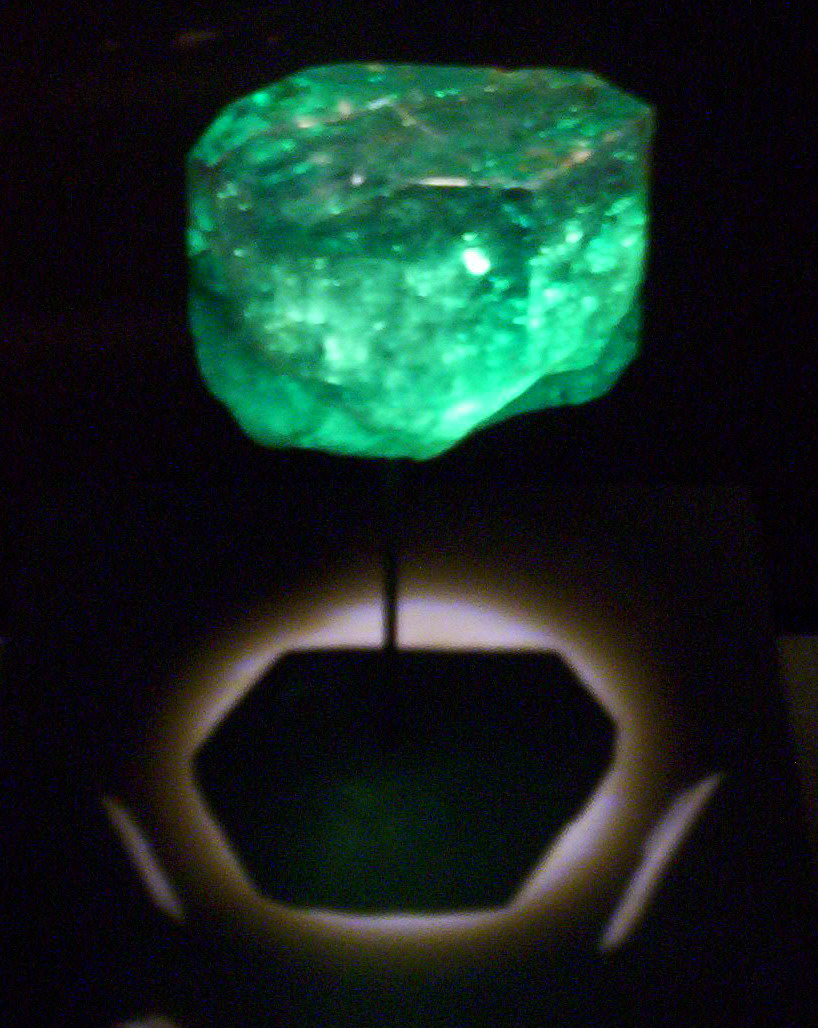
Smarald